# Манифест о секуляризации монастырских земель (1764)
Манифест о секуляризации монастырских земель — ключевой документ реформы 1764 года, целью которой была секуляризация монастырских земель в пользу государства. Подписан императрицей Екатериной Второй 26 февраля (8 марта) 1764 года. Опубликован 29 февраля (11 марта) 1764 года.
Манифест объявил об изъятии земель и крепостных крестьян из монастырской собственности и передаче их в государственную казну. Отныне бывшим имуществом Синода, архиерейских кафедр и монастырей, во владении которых до тех пор находилось свыше 900 тысяч крестьянских душ мужского пола и 8,5 млн десятин земельных угодий, стала управлять Коллегия экономии. Монастырям были оставлены лишь небольшие сады, огороды и пастбища. Бывшие монастырские крестьяне были объявлены «экономическими» и обложены оброком, из которого Коллегия экономии выделяла определённую сумму на содержание монастырей, архиерейских домов и духовно-учебных заведений. Сумма определялась так называемым «штатом» монастыря.
Примерно треть монастырей были разделены на «штаты» — первый, второй и третий, согласно которым монастырю перечислялись конкретные суммы денег; некоторые обители объявлены «заштатными» и не финансировались. Остальные — примерно две трети существовавших к тому времени монастырей — упразднены, а монашествовавшие в них переведены в ближайшие «штатные» монастыри. Монастыри, у которых было слишком мало земли, освобождались от податей и не включались ни в одну из этих категорий.